# Сейду Кейта
Сейду Ахмед Кейта (на френски: Seydou Ahmed Keita) е малийски професионален футболист, централен полузащитник. Висок е 183 сантиметра и тежи 75 килограма. Кейта е братовчед на халфа на Ювентус Мохамед Сисоко и племенник на бившия победител в анкетата за Футболист на Африка Салифу Кейта.

## Кариера
Сейду в Севиля реализира 3 тия най-бърз гол в историята на Примиера Дивисион срещу отбора на Алмерия в 8,2 сек. Сейду започва своята професионална кариера в Олимпик Марсилия, като прави дебюта си през септември 1999 година. Малко след това Кейта преминава във ФК Лориан, където се задържа два сезона. От 2002 до 2007 година малиецът е играч на Ланс, където се утвърждава като един от най-добрите дефанзивни халфове в Лига 1. На 11 юли 2007 Кейта подписва договор с испанския Севиля, като през сезон 2007/2008 изиграва 31 шампионатни мача и бележи 4 попадения. На 26 май 2008 Кейта подписва четиригодишен договор с Барселона, като сумата за преждевременното откупуване на играча е 90 милиона евро. След 4 те години в Барса той оставя не лоши впечетления, като изиграва 119 мача за каталунците и реализира 17 гола и един червен картон. След това преминава в тима на Валенсия.
Сейду Кейта прави дебюта си за Мали през 2000 година, като до май 2009 има записани 20 мача и 3 гола с националната фланелка.